# Biskirchen
Biskirchen is een plaats in de Duitse gemeente Leun, deelstaat Hessen, en telt 1.560 inwoners (2006).